# Aires de Sousa Chichorro
Aires de Sousa Chichorro (? - Belém, ?) foi um administrador colonial português.
Foi capitão-mor da Capitania do Grão-Pará, de 9 de novembro de 1638 a 26 de abril de 1639, de 10 de janeiro de 1648 a julho de 1649, de 19 de junho de 1650 a 5 de dezembro de 1652, e de 9 de setembro de 1654 a dezembro de 1655.